# Kazimierz Kałużewski
Kazimierz Kałużewski ps. Chińczyk (ur. 16 kwietnia 1912 w Zduńskiej Woli, zm. 25 lutego 1944 w Karsznicach) – żołnierz Armii Krajowej, powieszony za działalność dywersyjno-sabotażową przez Niemców.

## Życiorys
Kazimierz Kałużewski był z zawodu kolejarzem, pracował na stacji kolejowej w Karsznicach. Po wybuchu II wojny światowej w 1939 wstąpił do Związku Walki Zbrojnej obwodu Sieradzkiego i wraz z kolegą Juliuszem Syllą (pseudonim Nit) dokonywali sabotażu na składach pociągów odchodzących z Karsznic z zaopatrzeniem na front wschodni. Akty sabotażu polegały na dosypywaniu piasku do smaru w lokomotywach, niszczeniu cylindrów i panewek oraz wałów parowozowych, co powodowało zatrzymanie składów już kilkadziesiąt kilometrów od Karsznic.
Kałużewski po aresztowaniu w 1943 wraz z Juliuszem Syllą zostali powieszeni w publicznej egzekucji w Karsznicach 25 lutego 1944. Zgodnie z relacją naocznego świadka, przed egzekucją na miejsce, zostali zapędzeni mieszkańcy Karsznic w liczbie 300–400 osób. Więźniowie na miejsce zostali przywiezieni samochodem. Towarzyszył im jeszcze jeden więzień, który musiał założyć im pętle na szyje, a następnie wytrącić podpórkę, na której stali. Kałużewski tuż przed egzekucją miał wypowiedzieć słowa „rodacy, giniemy”. Na miejscu egzekucji byli obecni Reichsdeutsche SS uzbrojeni w karabiny, którzy obserwowali miejsce egzekucji, jak i zgromadzonych ludzi.
W miejscu stracenia kolejarzy stoi pomnik poświęcony pamięci zamordowanych.
Kałużewski był żonaty z Marią Kałużewską z domu Dąbrowską, którą Niemcy również aresztowali, a następnie przesłuchiwali w Łodzi. Została wywieziona do obozu koncentracyjnego Auschwitz-Birkenau i tam zginęła 22 lutego 1944. Maria Kałużewska była krewną Maksymiliana Kolbego, poprzez swojego dziadka, który był bratem matki Kolbego – Mariannę z domu Dąbrowską. Małżeństwo miało córeczkę Danutę, która w ostatniej chwili została uratowana przed wywózką do Niemiec. Żołnierz AK, który podpisał listę Volksdeutsche zadeklarował, że wychowa ją zgodnie z doktryną niemiecką.
Kazimierz Kałużewski oraz Juliusz Sylla są patronami Zespołu Szkół im. Kazimierza Kałużewskiego i Juliusza Sylli w Zduńskiej Woli.